# Fjärrkontroll

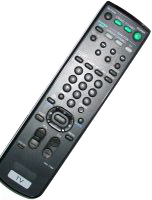
Fjärrkontroll till en TV.

En fjärrkontroll är en apparat som används för att styra en apparat eller en maskin på avstånd, vilket vanligen sker med radio- eller ljussignaler. I vardagen används fjärrkontroller till att fjärrstyra olika typer av hemelektronik som till exempel datorer, TV-apparater och DVD-spelare. Fjärrkontroller används också som hjälpmedel för rörelsehindrade personer för att till exempel öppna en dörr. Andra användningsområden kan vara för att styra exempelvis radiostyrda båtar, bilar och flygplan. Fjärrkontroller är i regel trådlösa och använder IR-strålning för kommunikation. Även trådbundna fjärrkontroller existerar. Dessa har då en sladd mellan kontrollen och den maskin den ska kontrollera. Ordet fjärrkontroll är belagt i svenska språket åtminstone sedan mitten av 1900-talet.
I vanliga fall använder fjärrkontrollen AA batteri eller encellsbatteri.

## Historia

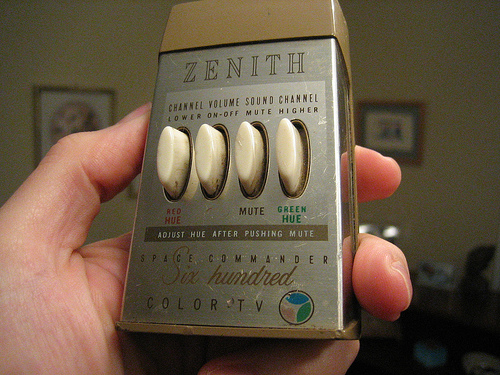
Zenith Space Commander, en tidig fjärrkontroll (1965-1972) som användes för att sköta en färg-tv.

Den första fjärrkontrollen, FlashMatic, togs fram av Eugene Polley för företaget Zenith och lanserades 1955. Den använde ljus för att styra en TV-apparats funktioner. Året därpå uppfann Robert Adler, som också arbetade för Zenith, Space Control. Denna variant fungerade med hjälp av ultraljud som framställdes genom att aluminiumstänger sattes i rörelse av knapparna. Enheten var således helt batterilös och den blev en betydligt större succé än föregångaren. 1997 fick Adler och Polley en Emmy för sina framsteg.
I och med att olika radionätverk såsom Wi-Fi, bluetooth och mobiltelefoninätverk blivit allt mer allmänna sedan millennieskiftet, liksom olika former av hemautomation och sakernas internet, har fjärrkontrollens uppgift delvis tagits över av mobiltelefoner och andra lösningar där man inte har en specifik fjärrkontroll för en specifik apparat, och kommunikationen mellan apparaten och den ersättande styrenheten kan gå via nätverk utanför bostaden.